# Gabriela Matoušková
Gabriela Matoušková (Prostějov, 9 agosto 1992) è una calciatrice ceca, di ruolo attaccante.
Ha inoltre indossato la maglia della nazionale ceca sia a livello giovanile che, dal 2012 al 2015, con la nazionale maggiore, maturando alcune presenze sia nella formazione Under-19 che in quest'ultima.

## Carriera

### Club
Matoušková gioca la prima parte della carriera in patria, inizialmente nelle giovanili di TJ Sokol Určice e Kostelec na Hané per passare poi in prestito allo Slovácko. Con quest'ultima società accede alla prima squadra, giocando così in I. liga žen, primo livello del campionato ceco, per la prima parte della carriera.
Per la stagione 2013-2014, sempre in prestito, veste la maglia della Bohemians 1905, squadra del quartiere Střížkov della capitale Praga, per trasferirsi a fine stagione, ancora una volta in prestito, allo Sparta Praga. Con la pluriscudettata nuova società rimane gli anni successivi, conquistando due campionati nazionali, nelle stagioni 2017-2018 e 2018-2019, e quattro coppe della Repubblica Ceca, nella stagione d'esordio, la  2014-2015, poi nella 2016-2017, dove è stata dichiarata la migliore giocatrice della partita nella finale, e infine nella 2017-2018 e 2018-2019. Grazie ai risultati ottenuti dalla sua squadra in campionato Matoušková ha l'opportunità di giocare la UEFA Women's Champions League, facendo il suo esordio nel torneo l'8 ottobre 2014, ai sedicesimi di finale della stagione 2014-2015, in occasione dell'incontro di andata pareggiato per 1-1 con le lituane del Gintra Universitetas. La squadra poi pareggerà con il medesimo risultato anche quello di ritorno venendo eliminata in virtù della regola dei gol fuori casa. Disputa inoltre le stagioni di Champions 2018-2019 e 2019-2020, nella prima conquistando i sedicesimi di finale nel girone di qualificazione, nella seconda accedendovi d'ufficio, con la squadra eliminata in entrambe rispettivamente dalle olandesi dell'Ajax e dalle islandesi del Breiðablik. 
A campionato concluso Matoušková coglie l'occasione per giocare il suo primo campionato all'estero, sottoscrivendo un contratto con il Pink Sport Time per disputare la stagione 2020-2021 nel campionato italiano.

### Nazionale
Matoušková inizia ad essere convocata dalla Federazione calcistica della Repubblica Ceca (Fotbalová asociace České republiky - FAČR) per vestire la maglia della formazione Under-19 in occasione delle qualificazioni all'Europeo di Macedonia 2010. In quella fase viene impiegata in due dei tre incontri disputati dalla sua nazionale nella seconda fase, che inserita nel gruppo 4, con la sola vittoria, per 2-1, sulle pari età dell'Islanda non riesce ad accedere alla fase finale. Matoušková fa il suo debutto il 27 marzo, nell'incontro pesantemente perso con le avversarie della Russia e due giorni più tardi, giocando una scampolo di partita con la Spagna, persa 5-0.
Viene nuovamente inserita in rosa in occasione delle successive qualificazioni all'Europeo di Italia 2011. Il ct ceco la impiega in tutti i sei incontri disputati dalla sua nazionale, che con due vittorie e un pareggio chiude al primo posto del gruppo 9 la prima fase, con Matoušková che sigla due reti, quella del pareggio al 39' con la Turchia e tre giorni più tardi quella del parziale 3-0 sulla Romania, incontro che si conclude poi sul 4-0, mentre nella seconda fase, inserita nel gruppo 5, non riesce ad essere altrettanto efficace e con una vittoria, un pareggio e una sconfitta, non accede alla fase finale.
Dal 2012 è chiamata nella nazionale maggiore, inserita in rosa con la squadra che disputa l'incontro del 19 settembre vinto per 2-0 con l'Armenia e valido per il gruppo 7 delle qualificazioni all'Europeo di Svezia 2013, vittoria ininfluente dato che la sua nazionale era già esclusa dalla qualificazione alla fase successiva. Matoušková tuttavia in quell'occasione non viene impiegata e per il debutto deve attendere tre anni più tardi; convocata in occasione dell'edizione 2015 dell'Algarve Cup scende in campo per la prima volta il 9 marzo, giocando uno scampolo di partita nella vittoria per 1-0 con le avversarie del Sudafrica, per poi giocare da titolare tutto l'incontro della finalina per il quinto posto persa 6-2 con l'Australia.
In seguito gioca la doppia amichevole del 7 e 9 aprile con il Portogallo, entrambe vinte per 1-0 e 4-0, e una serie di incontri sempre nel 2015.

## Palmarès
- Campionato ceco: 2

Sparta Praga: 2017-2018, 2018-2019
- Coppa della Repubblica Ceca femminile: 4

Sparta Praga: 2014-2015, 2016-2017, 2017-2018, 2018-2019